# Danówka
Danówka – wieś sołecka w Polsce położona w województwie lubelskim, w powiecie bialskim, w gminie Drelów.
W latach 1975–1998 miejscowość administracyjnie należała do województwa bialskopodlaskiego.
Wieś jest sołectwem w gminie Drelów. Według Narodowego Spisu Powszechnego z roku 2011 wieś liczyła 50 mieszkańców.
Wierni Kościoła rzymskokatolickiego należą do parafii św. Michała Archanioła w Witorożu.

## Historia
W wieku XIX wieś w dobrach Międzyrzec rodziny Potockich -  w roku 1883 było tu osad 15, z gruntem  364 mórg.